# Julia Kijowska
Julia Kijowska, née à Varsovie le 16 mars 1981, est une actrice et scénariste polonaise.
Elle a joué dans Sous la ville (W ciemności) et United States of Love (Zjednoczone Stany Miłości).

## Biographie
Julia Kijowska est née en mars 1981 à Varsovie. Fille du metteur en scène polonais Janusz Kijowski, elle a complété sa formation d’actrice en 2005 à l’Académie de théâtre de Varsovie et a commencé à jouer dans des productions théâtrales. De 2006 à 2012, elle a été affiliée au Théâtre dramatique de Varsovie et à partir de 2013 au Teatr Ateneum. À partir de 2008, elle est apparue dans des productions cinématographiques polonaises, faisant ses débuts dans un long métrage avec des rôles dans 0_1_0 et Boisko bezdomnych.

## Filmographie

### Comme actrice
- 2004 : Nice to See You (court métrage) : Magda
- 2005 : Egzamin z zycia (série télévisée) : Patrycja (5 épisodes)
- 2006 : Journey (court métrage) : la barwoman
- 2008 : The Offsiders : Kaska
- 2008 : 0_1_0 : Julia
- 2009 : Janosik: A True Story (voix)
- 2010 : Lincz : l'investigatrice
- 2010 : Venice : Klaudyna, la sœur de Joannas
- 2010 : Hotel 52 (série télévisée) : Basia
- 2010 : I Won't Be Here Tomorrow (court métrage) : Marta Sobczak
- 2011 : Ojciec Mateusz (série télévisée) : Joanna Florczak
- 2011 : Sous la ville : Chaja
- 2012 : Loving : Maria
- 2012 : Traffic Department : Madecka
- 2012 : Without Secrets (série télévisée) : Marta Lorenc (7 épisodes)
- 2011-2013 : Gleboka woda (pl) (série télévisée) : Grazyna Konieczna (25 épisodes)
- 2013 : Games (court métrage) : She
- 2014 : The Mighty Angel : She
- 2014 : The Heart and the Sweetheart : Kordula
- 1998-2014 : Teatr telewizji (série télévisée) : Olga / Baska
- 2014 : Matka : Anna
- 2015 : The Red Spider : Danka
- 2015 : Tenants (court métrage) : Justyna
- 2016 : United States of Love : Agata
- 2016 : Humble Servants : Ana Wittesch
- 2017 : Strawberry Days : Agnieszka
- 2018 : Nina : Nina
- 2018 : Via Carpatia : Julia
- 2019 : Żelazny Most : Magda
- 2019 : Fisheye : Anna

### Comme scénariste
- 2018 : Nina
- 2018 : Via Carpatia

## Doublage polonais
- Karen Gillan dans :
  - Les Gardiens de la Galaxie (2014) : Nébula
  - Les Gardiens de la Galaxie Vol. 2 (2017) : Nébula
  - Avengers: Infinity War (2018) : Nébula
  - Avengers: Endgame (2019) : Nébula
  - L'Appel de la forêt (2020) : Mercedes
- 2015 : Avengers : L'Ère d'Ultron : Dr Helen Cho (Claudia Kim)